# Drimmelen
Drimmelen es una ciudad y un municipio de la provincia de Brabante Septentrional en los Países Bajos, a orillas del río Amer. El 30 de abril de 2017 contaba con una población de 26.922 habitantes, sobre una superficie de 119,43 km², de los que 23,3 km² corresponden a la superficie ocupada por el agua, con una densidad de 280 h/km².  
El municipio se formó en 1997 por la fusión de los antiguos municipios de Made en Drimmelen, Terheijden y Hooge en Lage Zwaluwe. Inicialmente recibió el nombre de Made, donde se localiza el ayuntamiento, pero en 1998 cambió el nombre por Drimmelen. Otros núcleos de población, además de Made y Drimmelen, son Blauwe Sluis, Helkant, Hooge Zwaluwe, Lage Zwaluwe, Oud-Drimmelen, Terheijden y Wagenberg.
Drimmelen cuenta con puerto y puerto deportivo y está comunicado por la autopista A59.

## Galería de imágenes

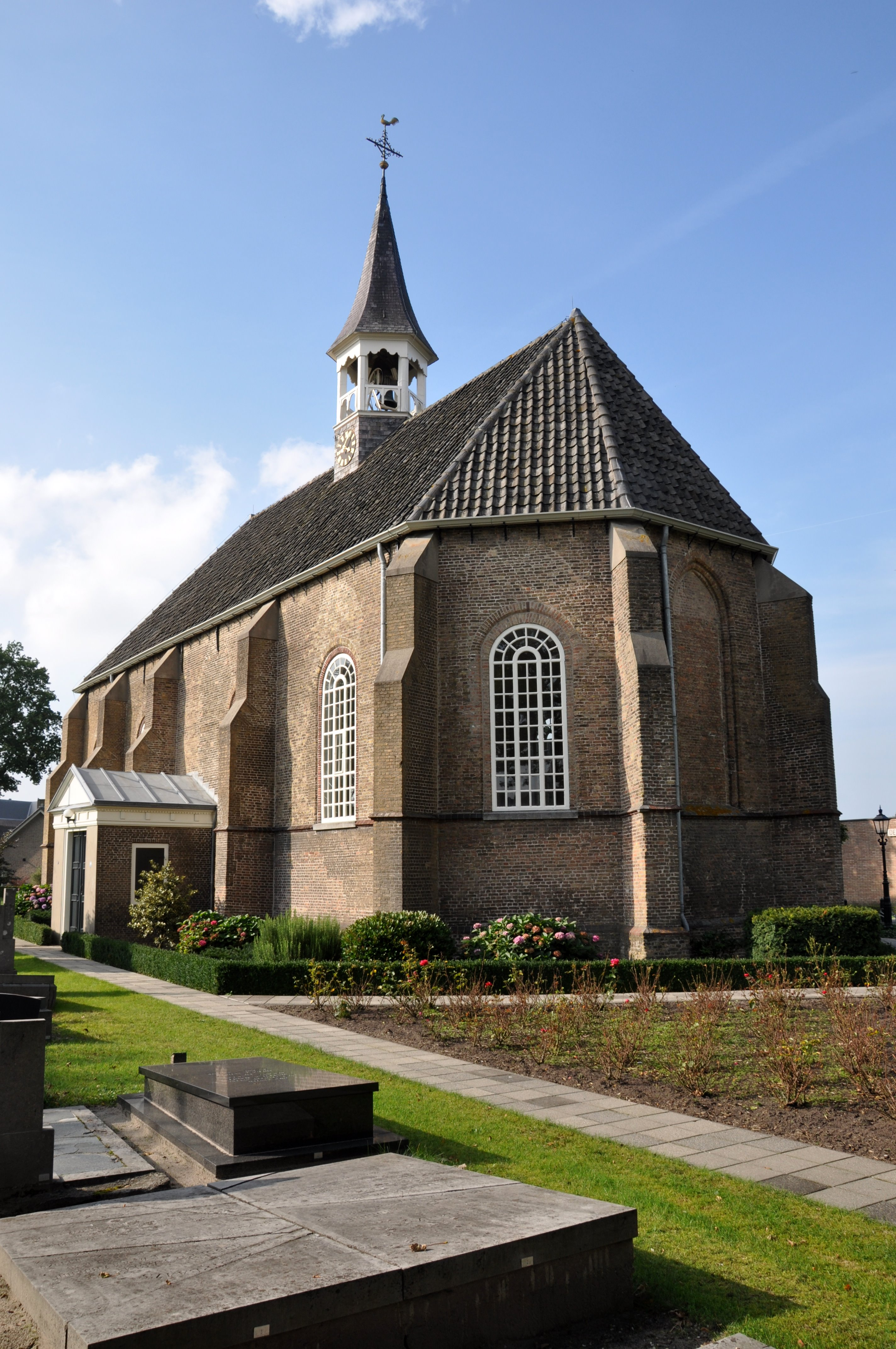
Made: iglesia reformada holandesa. Construida originalmente en el siglo XV y remodelada en 1776.
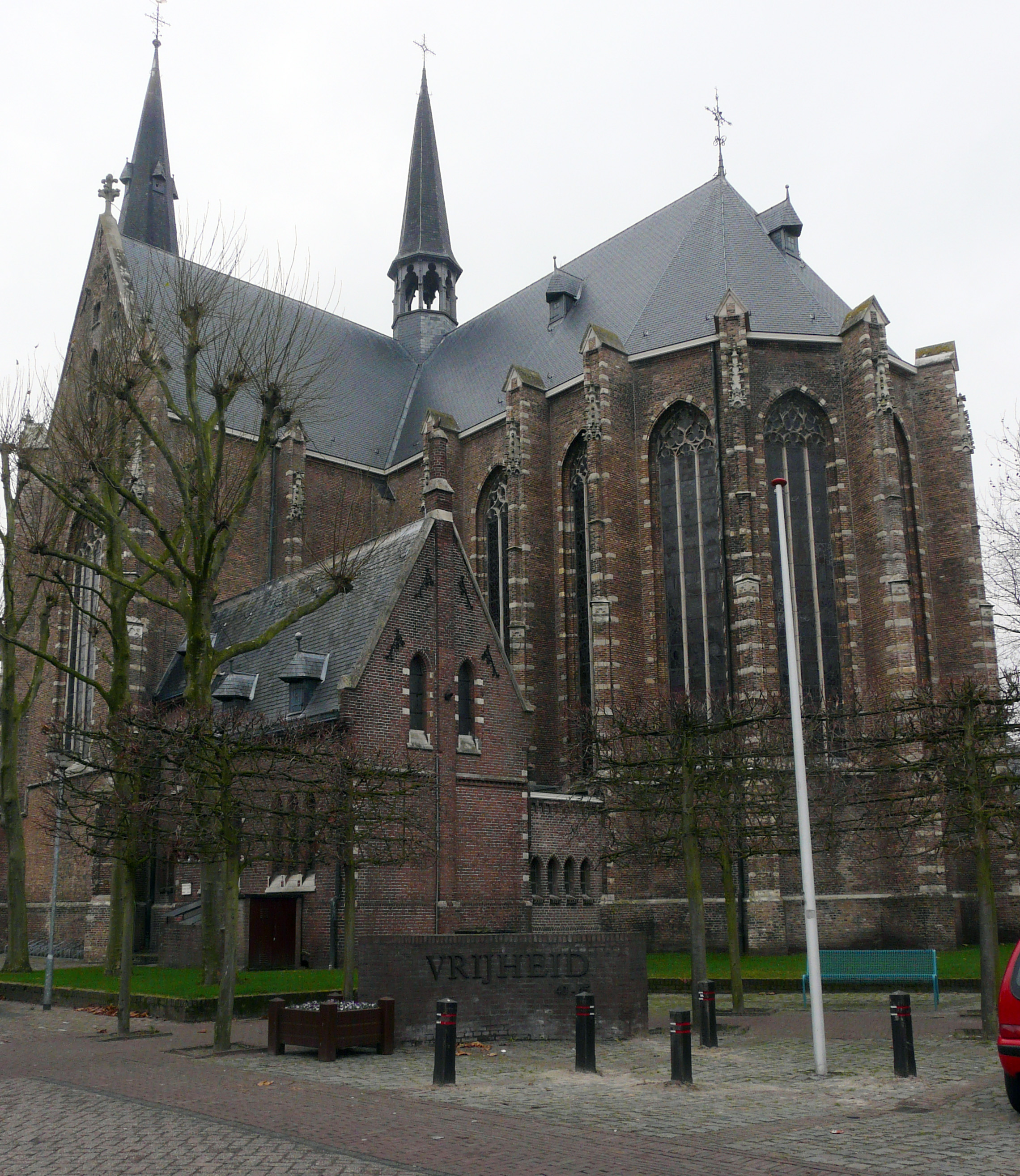
Terheijden: iglesia de San Antonio Abad, hacia 1500, varias veces restaurada.
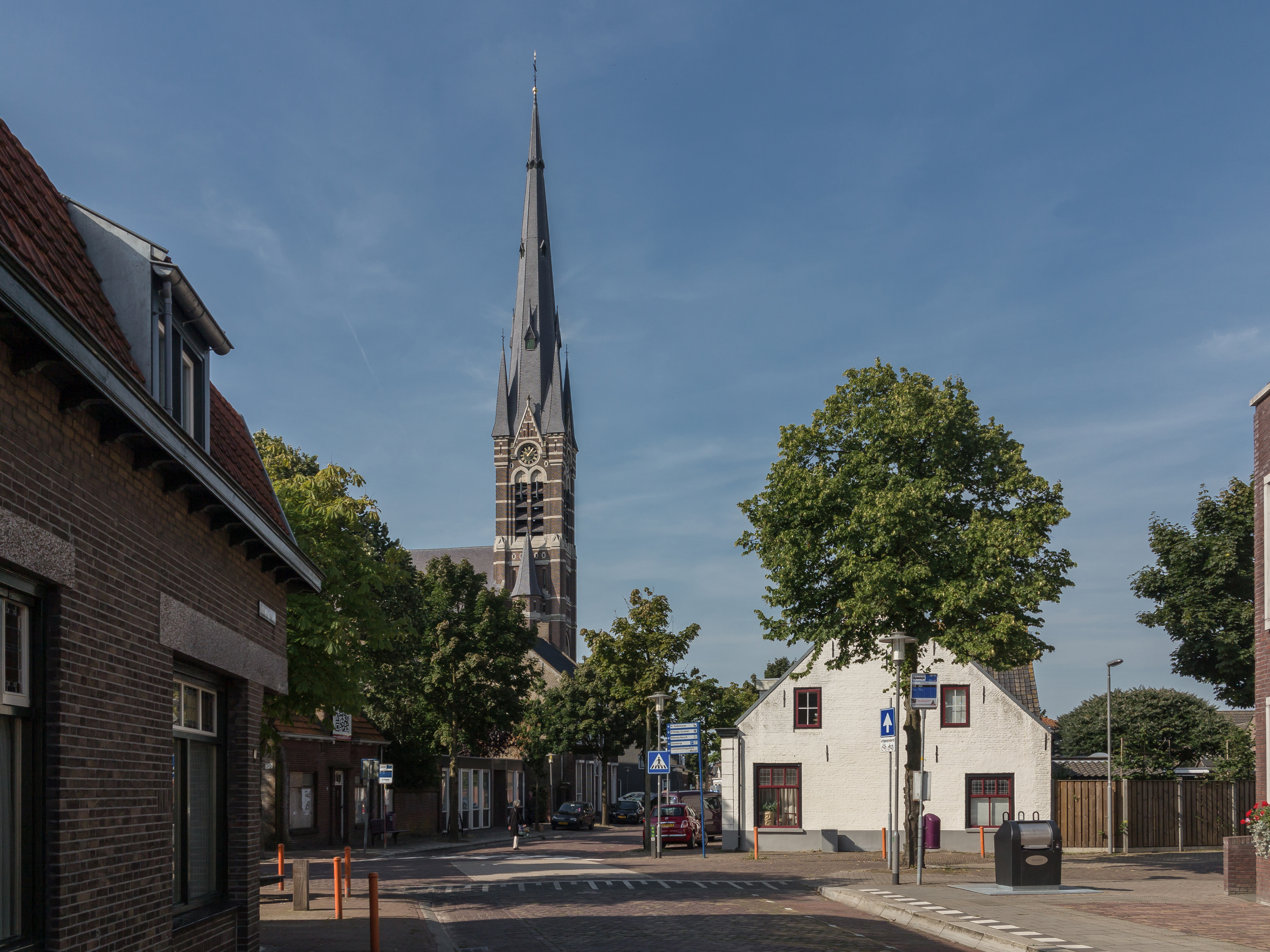
Wagenberg: iglesia: la Sint Gummaruskerk
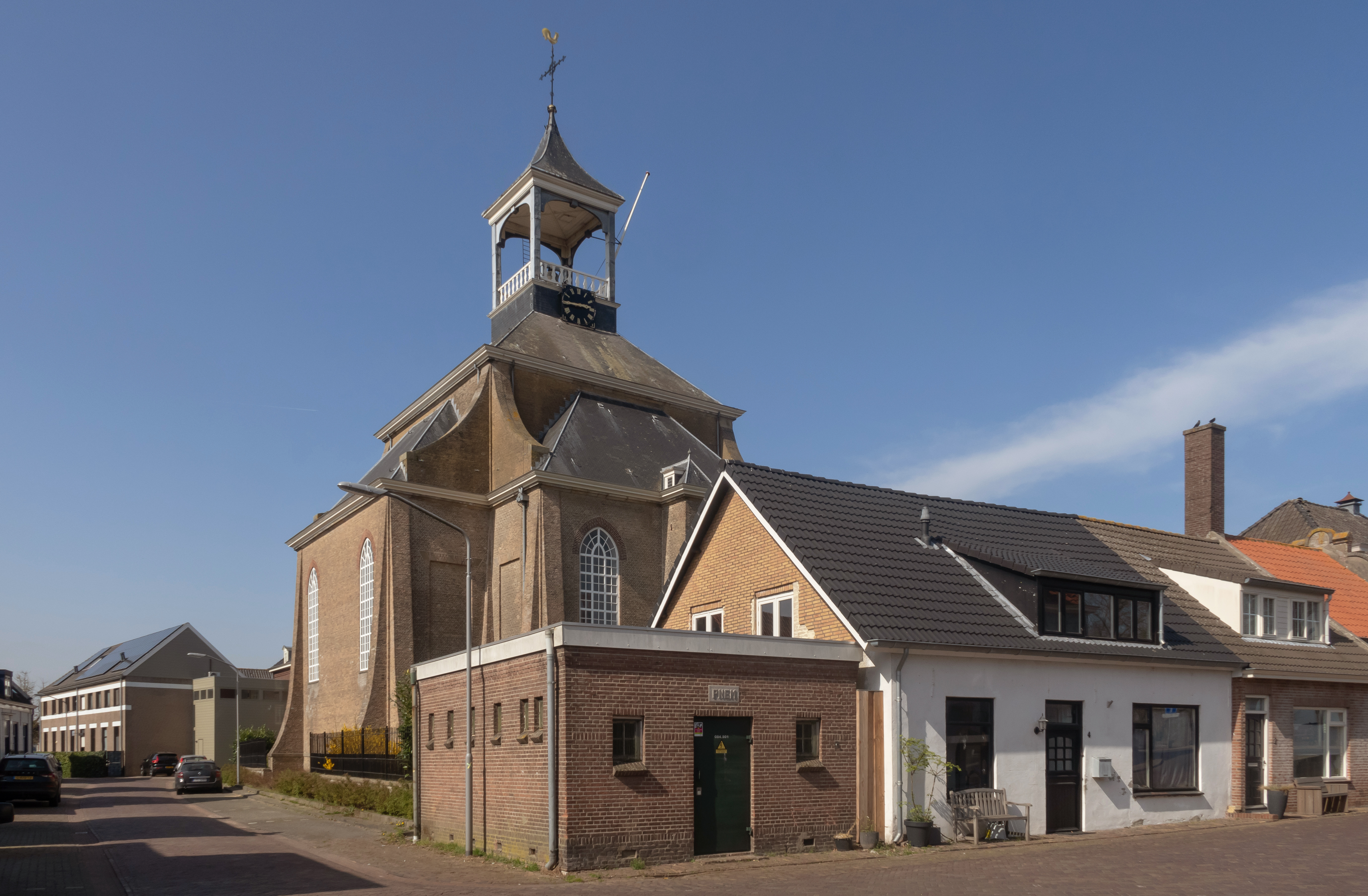
Hooge Zwaluwe: iglesia protestante
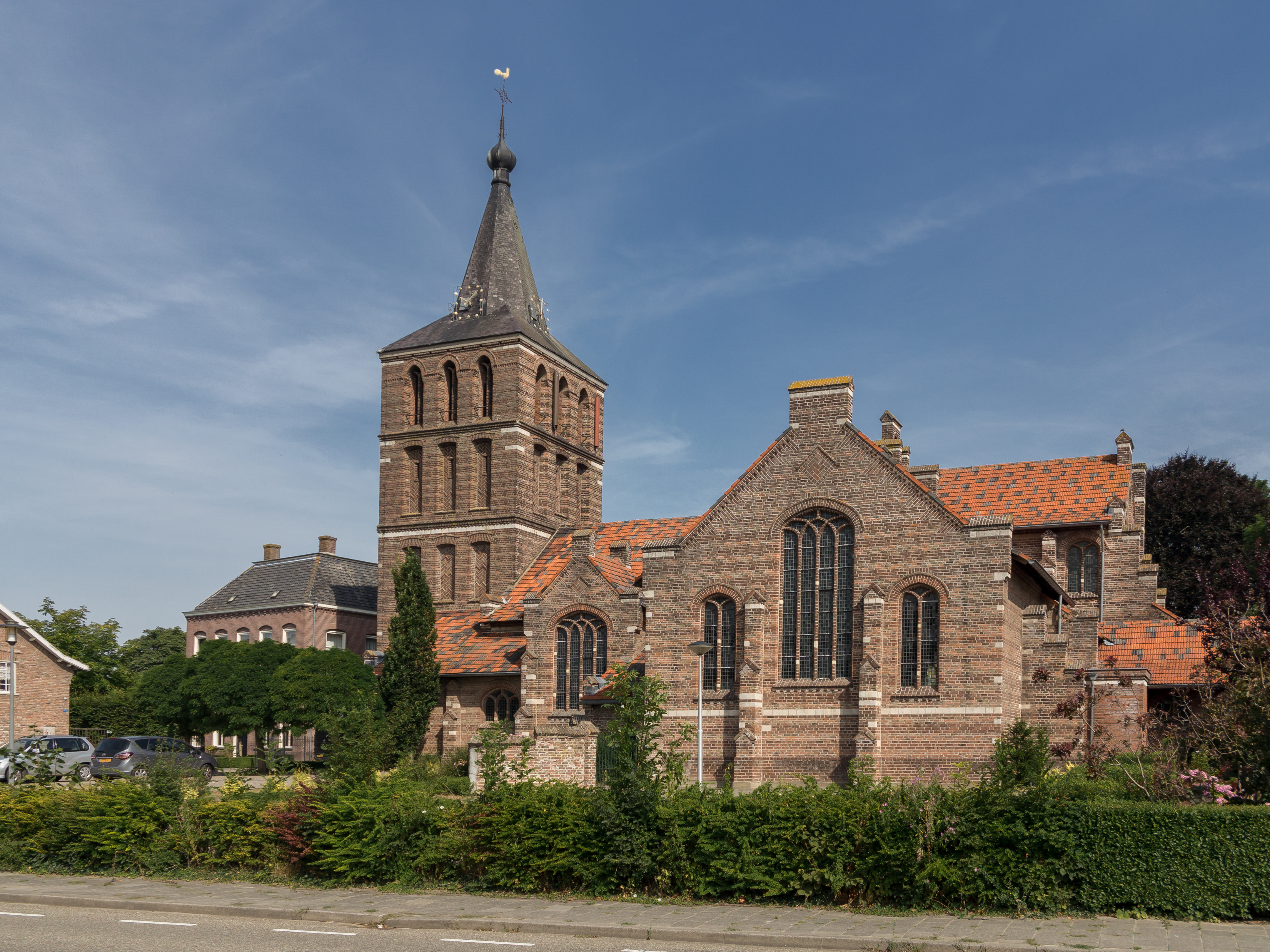
Lage Zwaluwe: iglesia: la Sint Johannes de Doperkerk
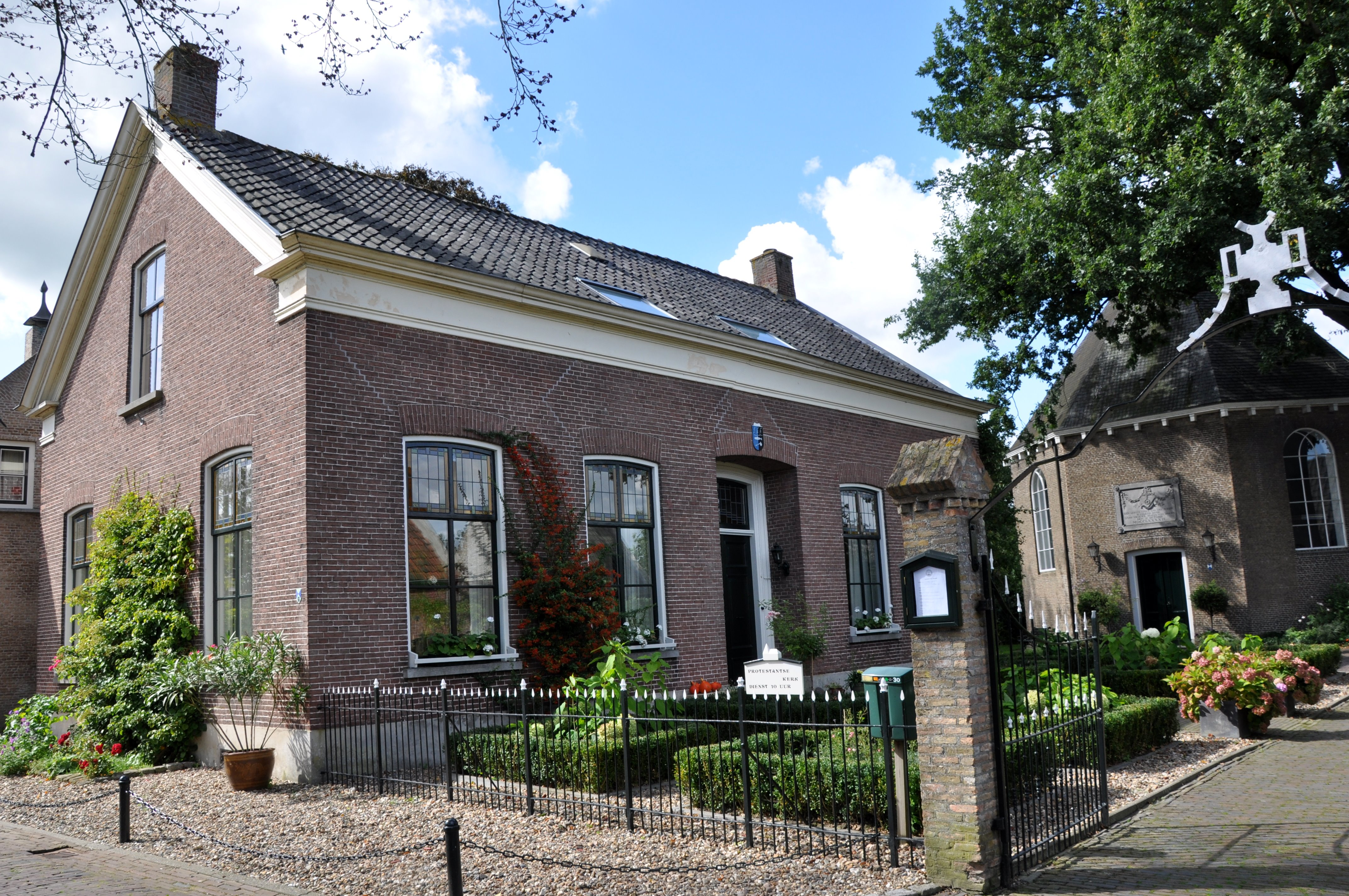
Drimmelen: iglesia reformada y casa del pastor, 1792.
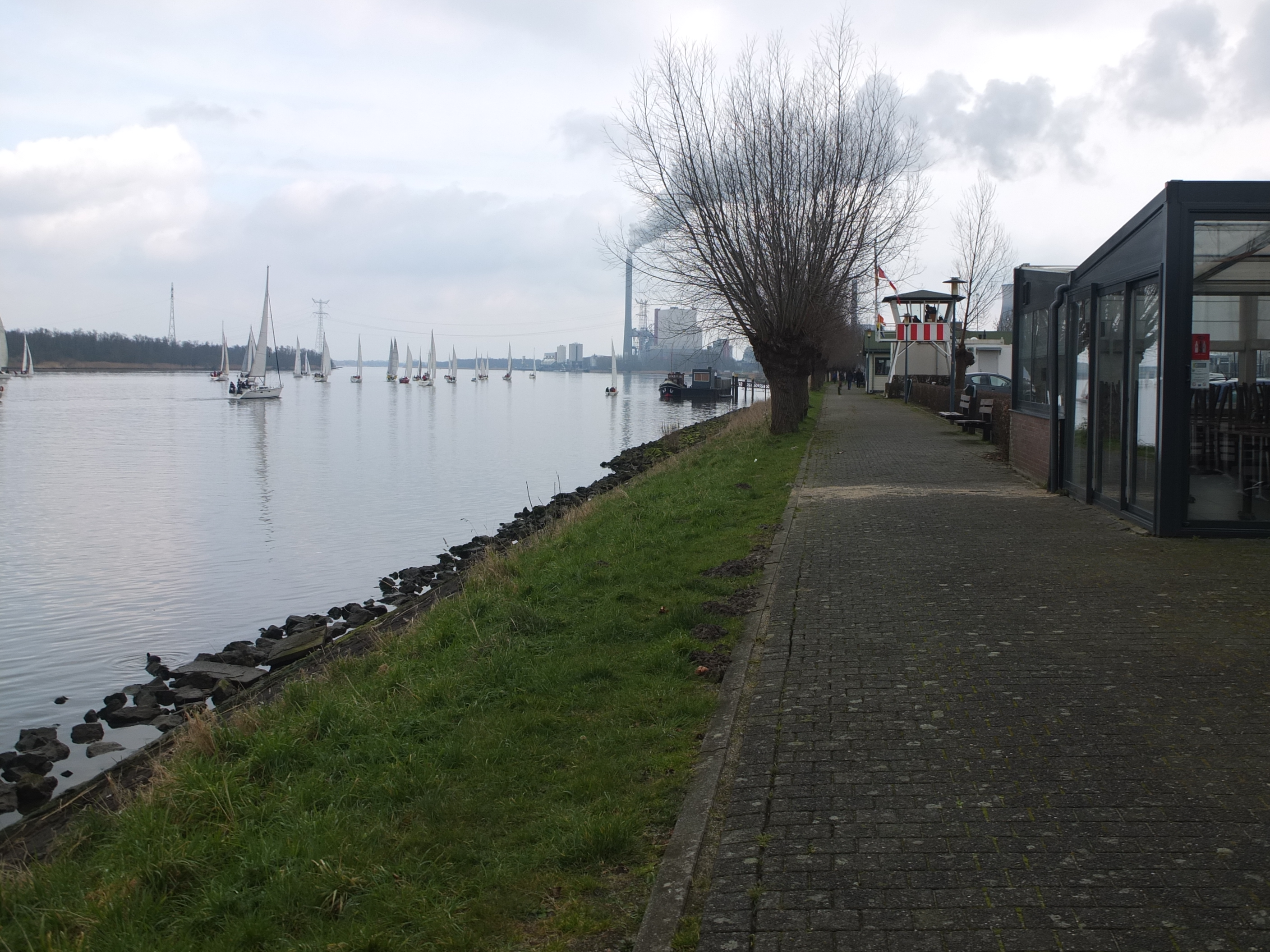
Drimmelen: puerto